# دیانا باررا
دیانا باررا (انگلیسی: Diana Barrera؛ زادهٔ ۲۰ ژانویهٔ ۱۹۸۷) بازیکن فوتبال اهل گواتمالا است.
وی همچنین در تیم ملی فوتبال Guatemala بازی کرده‌است.